# Police de sécurité du quotidien
Pour les articles homonymes, voir PSQ.
 (mars 2021).
 (mars 2021).

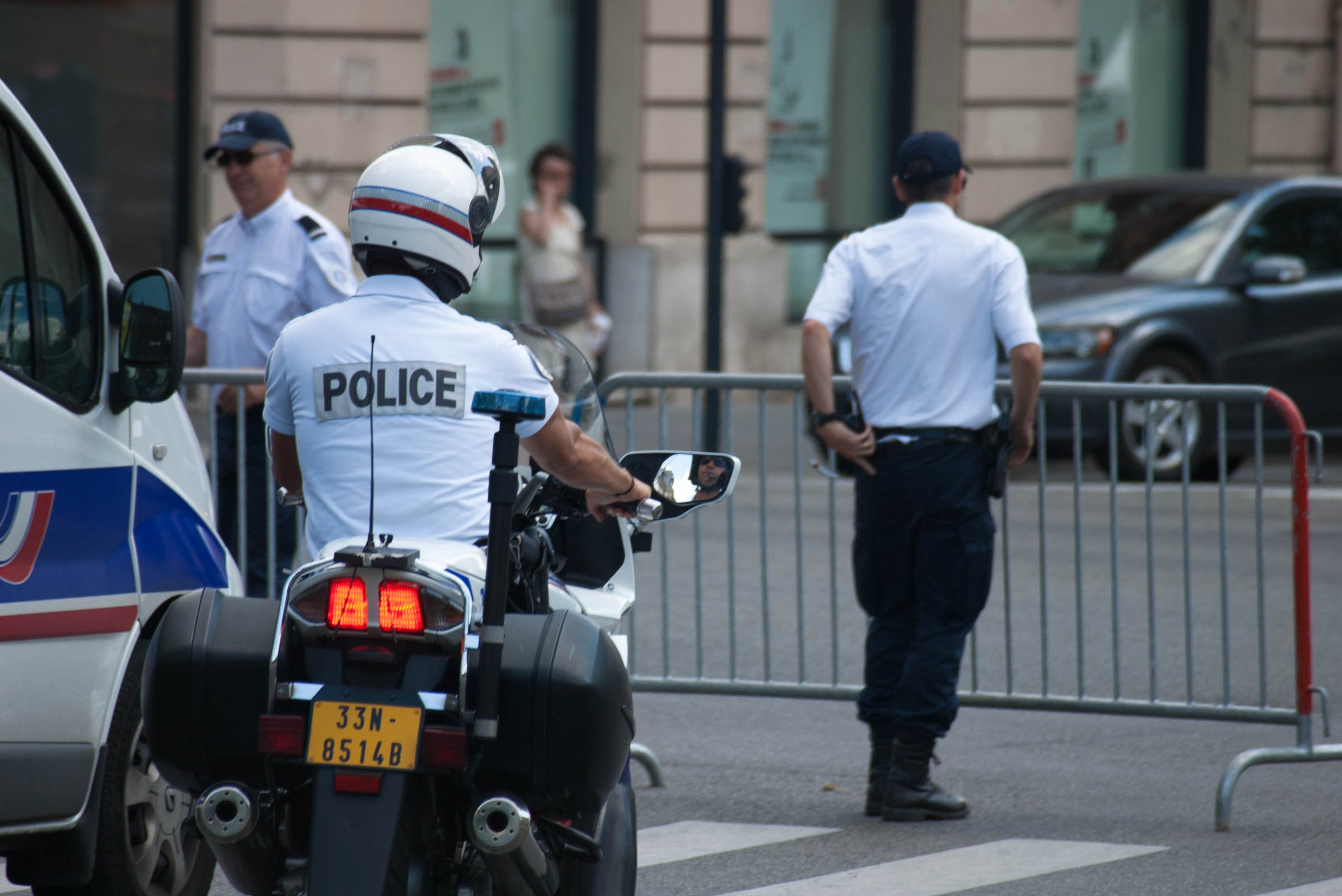
Policiers assurant la sécurité à Toulouse

La police de sécurité du quotidien (PSQ) est une nouvelle doctrine d'emploi de la police française annoncée le 16 août 2017 par le ministre de l'Intérieur Gérard Collomb — sur laquelle il lui a été demandé de travailler dès sa prise de fonction — pour satisfaire la promesse électorale du président Emmanuel Macron élu en mai 2017. Le ministre prévoit sa mise en place avant la fin 2017 (rectifié à début 2018). Dans son intervention du 18 octobre 2017 consacrée à la sécurité intérieure, le président Macron confirme la création de la PSQ, le calendrier de la concertation et apporte un certain nombre de précisions. Le 8 février 2018, à l'École militaire de Paris, le ministre de l'Intérieur annonce et lance le dispositif d'expérimentation, prélude au développement de la PSQ durant tout le quinquennat. Le 22 mai 2018, le président Macron revient sur le déploiement de la PSQ à l'occasion de son discours sur les banlieues, insistant à nouveau sur le partenariat avec les maires, son intention de développer une « société de vigilance » et son souhait qu'un plan contre le trafic de drogue vise les cités d'ici juillet 2018.   
Dans la mesure où il s'agit notamment de ramener plus de policiers dans les quartiers, elle est présentée par les médias comme une résurgence de la police de proximité au sein de la police nationale,,,, mais l'exécutif ne lui reconnait qu'une inspiration commune (infra) en insistant sur les différences.

## Le concept
Depuis la disparition de la police de proximité en 2003, le désir de la rétablir s'est souvent manifesté, mais de plus en plus avec la volonté de la « réinventer » sur de nouvelles bases pour prendre en compte les évolutions intervenues au cours des dernières années, y compris le développement des polices municipales,. Pour le moment[Quand ?], elle se définit surtout au travers des objectifs que lui assignent les différents responsables.
Ainsi, selon les déclarations d'Emmanuel Macron faites entre octobre 2016 et mars 2017 lors de la campagne présidentielle : « Il ne s'agit pas de ressusciter, 20 ans plus tard, la police de proximité créée par Jean-Pierre Chevènement. Le contexte a changé et la délinquance s'est transformée (…) toutefois, l'inspiration est la même. Il s'agit de déployer une police mieux ancrée dans les territoires dont elle a la charge ». « Au plus près des français, elle développera une connaissance approfondie des lieux et des habitants qu'elle sera chargée de protéger et d'entendre ». « Une police qui connaît la population est plus à même de résoudre les problèmes locaux (…) elle sait faire preuve de fermeté quand c'est nécessaire, parce que seule une police proche des gens a les moyens de faire comprendre son action, d'assurer la sécurité de tout un quartier et de faire reconnaître son autorité ». « Nous favoriserons la création au niveau des quartiers de contrats locaux de sécurité et de prévention de la délinquance qui associeront plus étroitement la police et la gendarmerie aux acteurs de la prévention et de la sécurité. (…) Nous susciterons des partenariats locaux innovants entre policiers et habitants » ; Emmanuel Macron évoquant, par ailleurs, « la société de vigilance », c'est-à-dire une « société qui assume que l'État n'est plus l'unique acteur de la sécurité » ou chacune et chacun doit être « les propres acteurs de notre sécurité » (…) « en complémentarité du travail de nos forces de l'ordre ». Emmanuel Macron précise aussi : « Nous diminuerons la bureaucratie et imposerons un retour au cœur du métier de policier pour plus de présence sur le terrain. (… À cette fin) il faudra d'abord traquer les tâches indues qui pèsent sur les forces de l'ordre ». Enfin, lors de son entretien télévisé du 15 octobre 2017, le président élu fait de la lutte contre le harcèlement, notamment dans les transports (et la rue), une des priorités de la PSQ ; le 18 octobre il indique quelques missions de luttes supplémentaires : rodéos, cambriolages, incivilités, occupation des halls d’immeuble, installation de campements sauvages, dégradation de mobilier urbain, etc.

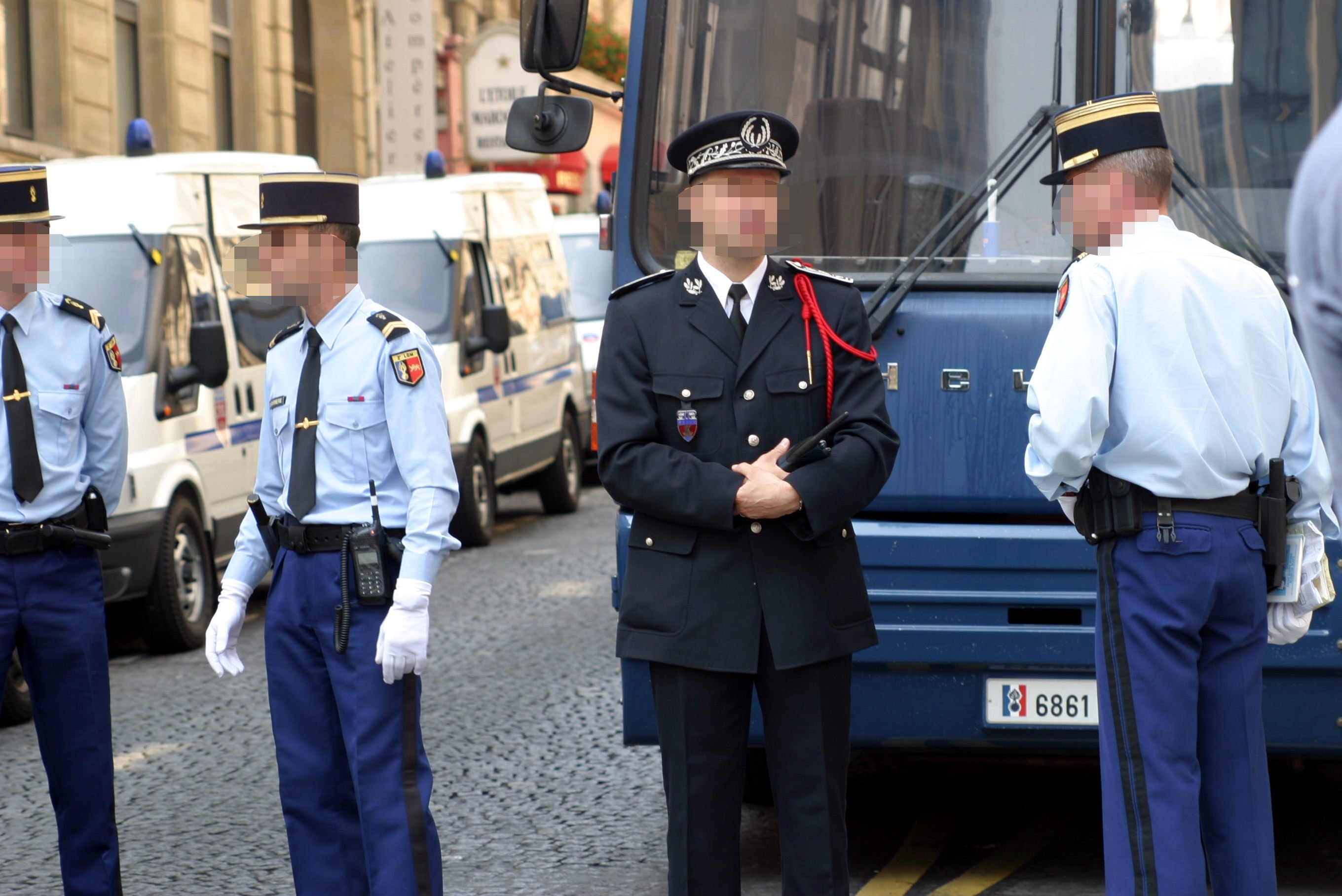
Toutes les forces de sécurité (ici gendarmes et policiers) appelées à une collaboration accrue ?

Pour Daniel Chomette (USGP Police) : Plutôt que d'utiliser la terminologie "police de proximité", « on préfère parler de sécurité du quotidien. Le principe est très simple : reconquérir toutes les zones de non-droit, permettre aux policiers déployés sur un secteur déterminé de pouvoir travailler sereinement en leur laissant l’initiative de la gestion sécuritaire de ce secteur et en établissant un contact avec tous les acteurs sociaux sur place ». Pour Didier Martinez (même syndicat) : « On peut supposer qu'on va demander aux policiers, en plus des missions habituelles, de se rapprocher des commerçants, des gardiens d'immeubles, etc., pour recueillir du renseignement. Ce sera une nouvelle approche de la voie publique ».
Gérard Collomb confirme que la « police de la sécurité quotidienne » ne sera pas un retour de la police de proximité. « Au-delà de l'opposition dogmatique entre police de proximité et police d'intervention » (…), « cette police sur le terrain aura pour mission de lutter, par des réponses différenciées, à la montée de la violence qui touche nos villes et nos quartiers, contre les incivilités et contre ce qui perturbe la vie quotidienne ». Elle devrait permettre de « répondre de manière plus efficace à l’ensemble des préoccupations de nos concitoyens, par tous les moyens (contact, intervention, police judiciaire, etc.) » ; plus particulièrement, de « renouer le dialogue avec les jeunes dans les quartiers en difficulté, de faire baisser la tension entre ces jeunes et la police, et plus largement, de « retisser le lien police-population ». En pratique, Gérard Collomb compte donner plus de temps aux policiers en les déchargeant des tâches administratives, notamment en « oralisant la procédure » (réforme de la procédure pénale), en leur permettant d'être « connectés » (policiers équipés de tablettes reliés aux fichiers en temps réel) et en instituant « la forfaitisation de petits délits », y compris des contraventions anti-cannabis. Quant à la méthode, il s'agirait de « construire avec les élus de terrain, avec la population et l'ensemble des acteurs, les solutions de sécurité » ; leur mise en œuvre pouvant se faire dans « une liaison plus forte avec les polices municipales ». Donc une « police qui renforce les liens avec l'ensemble de ses partenaires (...) et avec la population, tout autant qu'une police qui lutte contre les trafics, la délinquance, les incivilités ».
Pour autant, comme naguère pour la police de proximité, aucune définition ni doctrine claire n'existent encore mais ses contours apparaissent peu à peu.[réf. nécessaire]
Déjà Pascal Lalle, directeur central de la sécurité publique au ministère de l'Intérieur, avait précisé qu'« il ne s'agit pas de la création d'une police spécifique mais d'un approfondissement (de ses) missions » avec trois objectifs : remettre "l'usager citoyen" au cœur de la police, développer une "démarche de résolution de problèmes" en développant des stratégies d'actions, et développer les partenariats (y compris avec la sécurité privée). Selon Eric Morvan, directeur de la DGPN, la PSQ implique des éléments de doctrine définis de manière souple au niveau central et une part d’initiative au niveau local ; ce qui devrait se doubler d'une réforme procédurale et structurelle, libérant les policiers de tâches et de missions entravantes, comme l'indique le président Macron lors de son entretien télévisé du 15 octobre. Le ministre de l'Intérieur précise le 29 octobre qu'elle sera une « police sur-mesure » (selon les territoires), bénéficiant d'une « déconcentration » (opérationnelle), plus étroitement associée aux maires. Le 8 février 2018 il indique les cinq axes de ce qu'il qualifie de « révolution » pour l'institution : une police «aux ambitions retrouvées», «sur-mesure», «respectée», «connectée» et «partenariale» et simultanément annonce « la fin du pilotage par le chiffre ». Il s'agit d'instaurer « un nouvel état d'esprit », « une nouvelle méthode de travail », plus au contact des différents acteurs et de la population, impliquant une certaine polyvalence, le tout inclus dans une panoplie de mesures (philosophie de reconquête républicaine et pacification impliquant tous les acteurs locaux, nouveaux équipements et réfection des bâtiments, renforcement des effectifs et formation, simplification de la procédure pénale et renfort des pouvoirs de la police judiciaire, collaboration des polices et de la gendarmerie, etc.),,. 
Pour certains commentateurs, la PSQ pourrait se situer entre une police de proximité et une police d'intervention, voire d'une sorte de gendarmerie rurale mais en milieu urbain, moins dans la réaction que dans la réponse aux besoins.

## La mise en œuvre
Bien qu'il ait déjà pris un léger retard, le calendrier annoncé par le ministre était le suivant : large concertation en septembre et octobre 2017 avec les autorités locales, les organisations syndicales, les associations d'élus, les universitaires et la sécurité privée ; ainsi qu'avec les 250 000 policiers et gendarmes par le biais d'un questionnaire anonymisé couvrant six grands thèmes, commandée à l’institut de sondage OpinionWay par le ministère de l’Intérieur, une méthode qui est par ailleurs diversement appréciée et explique peut être une participation moyenne avec un taux de réponse de seulement 28 % ; ensuite, mise en place de l'organisation du dispositif par les territoires retenus pour l'expérimentation en novembre et décembre 2017 (repoussée au début 2018) ; il s'agit en effet de procéder à un test répondant à des contextes variés, avant d'envisager une généralisation nationale. Le 28 octobre, lors du lancement de cette concertation à La Rochelle, le ministre de l'Intérieur précise que cette dernière prendra fin le 20 décembre et ses conclusions seront livrées dans les cinq jours qui suivent. Finalement dévoilées le 8 février 2018, les réponses des personnels laissent apparaître un désir d'être sur le terrain sans être entravés par des exigences procédurales ou administratives ou des charges indues, avec le sentiment d'un manque de moyens et d'un appareil répressif inefficace. Dans les faits, l'expérimentation devait débuter en février 2018 et un pré-lancement s'est effectivement fait à Moissac le 1er février, en zone rurale, sous compétence de gendarmerie, le lancement officiel ayant eu lieu à Paris le 8 février. À l'issue de l'expérimentation, une évaluation devrait être réalisée, sous la forme de tests de satisfaction, notamment auprès des populations concernées, la mise en œuvre de la PSQ devant s'étendre sur tout le quinquennat. 

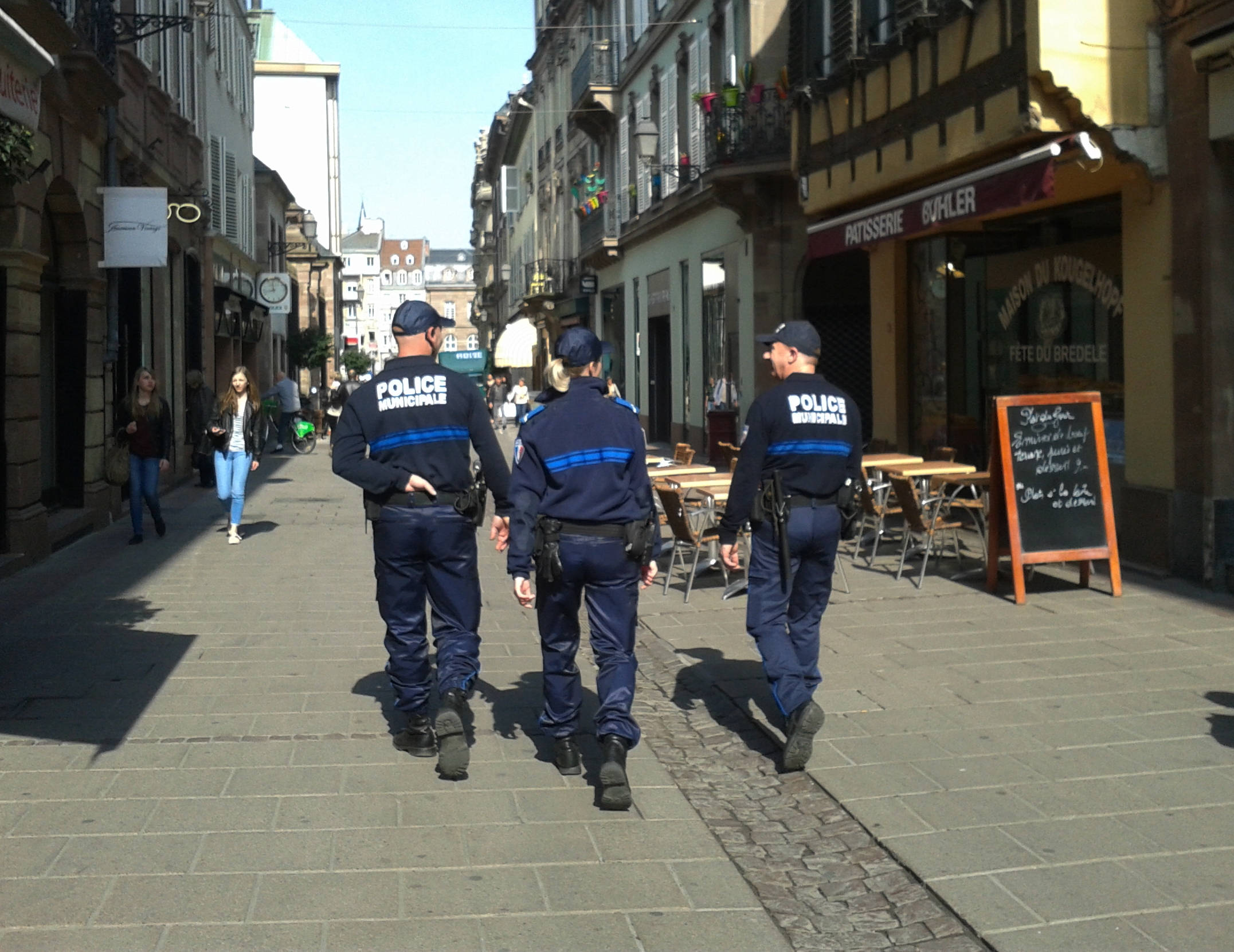
La police municipale très sollicitée, voire redéfinie ? (ici à Strasbourg)

Les élus locaux semblaient demandeurs et une trentaine de villes au moins étaient candidates pour une expérimentation rapide,, ; le président Macron en énumérant une partie lors de son intervention du 18 octobre . Les premières expérimentations, annoncées pour début 2018 sont prévues dans des communes de type divers : à la fois là où il y a beaucoup de violence et de délinquance, dans des zones un peu plus calmes et enfin dans des zones qui sont plus aux limites de la gendarmerie, c'est-à-dire sur des territoires autant urbains, périurbains que ruraux, a précisé le ministre. Une quinzaine de sites devaient être concernés dans un premier temps, puis peut-être une vingtaine selon Éric Morvan, voire une cinquantaine finalement sous la pression de la demande. Cette mise en place ayant un peu tardé, certaines villes ont pris les devants, en signant des conventions de coordination entre polices municipale et nationale comme à Beauvais, ou à Tours avec l'annonce de deux-cents mesures expérimentales mises en œuvre dès janvier 2018. Le 8 février, Gérard Collomb dévoile les territoires concernés par l'expérimentation et devant bénéficier de moyens supplémentaire (un renfort de 15 à 30 policiers à chaque fois), qui se déroulera en deux vagues, d'ici septembre 2018, puis en janvier 2019 : 30 quartiers difficiles prioritaires en zone de police (baptisés ultérieurement « quartiers de reconquête républicaine ») (à Lille, Sarcelles, Aulnay-sous-bois, Strasbourg, Bordeaux, Toulouse, Pau, Marseille, Montpellier, Lyon, etc. puis Calais, Roubaix-Tourcoing, Mulhouse, Paris, Nantes, Nice, etc.) et 20 départements seront « mieux accompagnés » en zone gendarmerie par des « brigades et des groupes de contact » (principalement situés le long de la côte atlantique et quelques départements bretons comme le Finistère, quelques départements de la région Rhône-Alpes, du sud-ouest et le Bas-Rhin, etc.). Le ministre de l'Intérieur prévoit d'étendre la PSQ à 60 quartiers d'ici la fin du quinquennat, ce qui n'élimine pas pour l'instant le dispositif des zones de sécurité prioritaire (ZSP) lancé par Manuel Valls, et de porter les brigades et groupes de contact de gendarmerie à 250 unités, dont au moins une par département d'ici 2019.
Tandis que certains sonnent l'alarme à ce sujet, pour retisser le lien police-population, le ministre peut déjà s'appuyer sur les initiatives locales et les dispositifs institutionnels actuels pour l'amélioration des relations entre la population et les forces de sécurité de l'État, pour probablement les amplifier ou les réorienter. En outre, des « réservistes-citoyens » seront chargés d'être des vigies au profit des commissariats notamment, mais ils pourraient aussi être armés et en uniforme pour des missions opérationnelles. La définition de leurs missions reste cependant à préciser. Enfin, au niveau local, on annonce déjà des mesures concrètes pour mieux accompagner la population, comme à Tours par exemple, avec la création d'équipes mixtes de contact de la gendarmerie, une police municipale des transports et le développement des patrouilles pédestres.

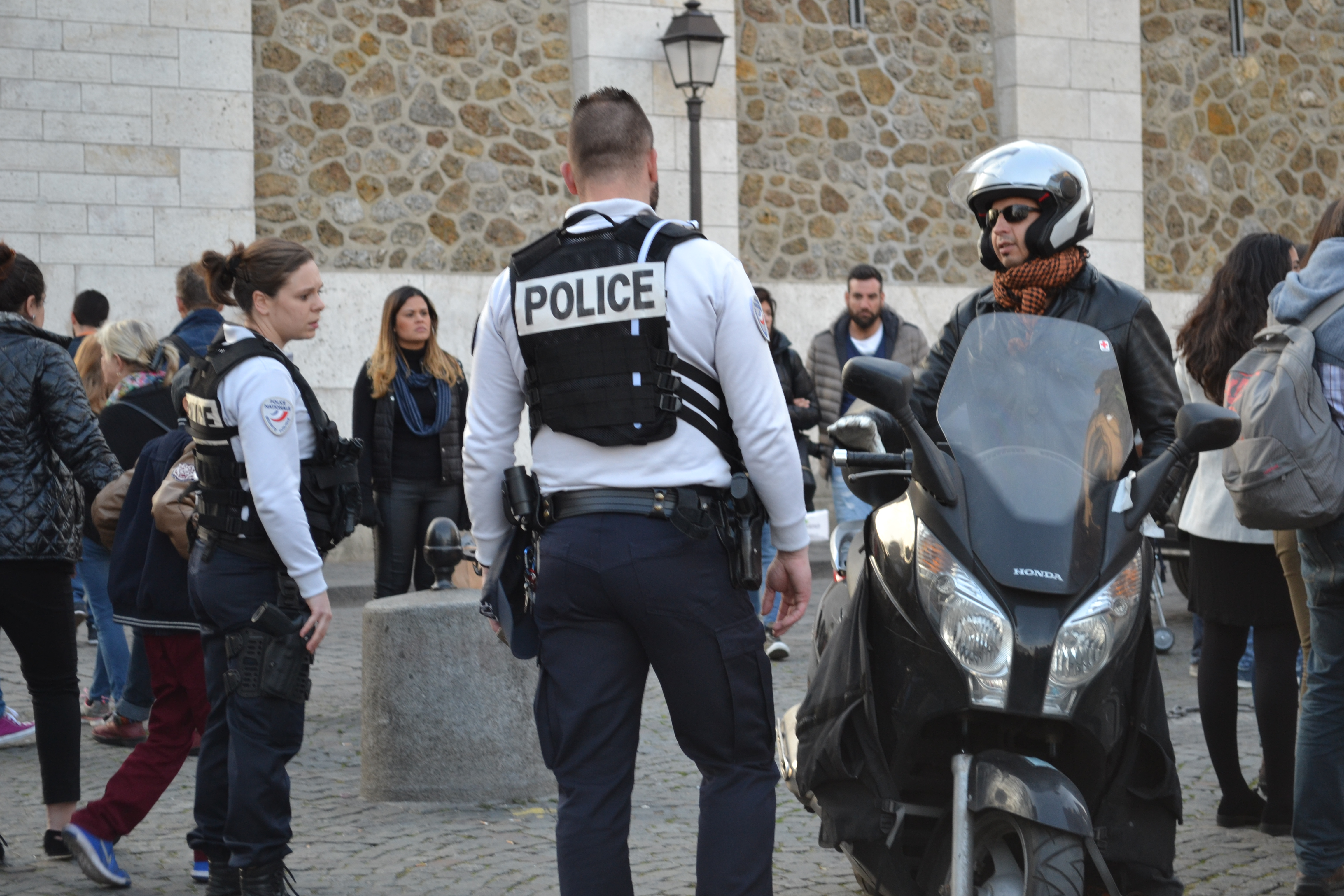
Relation police-population : des policiers à pieds plutôt qu'en voiture ? (ici à Paris)

S'agissant des effectifs, le ministre de l'Intérieur a confirmé les engagements du candidat Macron qui envisageait de recruter 7500 policiers affectés aux zones prioritaires (soit 10 000 en y incluant la gendarmerie), ce que ce dernier confirme lui-même lors de son intervention dédiée du 18 octobre 2017, précisant que cela se fera sur cinq ans ; 7 500 est précisément le chiffre correspondant à la baisse enregistrée dans la période Sarkozy selon Gérard Collomb, qui soulignait auparavant qu'en matière de forces de l'ordre, « on revient de loin », les augmentations effectuées au cours des trois dernières années, ne rattrapant pas encore le niveau où la police était en 2007. Conséquence logique, selon le ministre de l'Intérieur : « on va augmenter le budget de la police de 1,9% » (en 2018). Le président Macron, indiquant quant à lui, le 18 octobre, une augmentation du budget global de la sécurité de 1,5 %, en même temps que la création de deux nouvelles écoles de formation des agents. Le 8 février 2018, lors du lancement de la PSQ,  Philippe Lutz, directeur central de la formation et du recrutement de la police nationale, ouvre le chantier de la formation ; il est notamment question de modules densifiés ou nouveaux, relatifs à la « connaissance de l’environnement local » ou aux « échanges avec la population ». Évoquant les banlieues le 22 mai 2018, le président Macron confirme le recrutement de 1300 policiers dans les 60 quartiers précédemment évoqués d'ici 2020.
Le 29 octobre 2017 Gérard Collomb promettait une police « mieux équipée » et « plus connectée » avec 30 000 véhicules qui seront livrés d'ici cinq ans, 60 000 gilets pare-balles d'ici fin 2018 et 115 000 tablettes numériques. Ces dernières, ainsi que des smartphones, ont même déjà été livrés fin décembre à Toulouse. Le 8 février 2018, il indique que 1300 agents supplémentaires seront affectés à l'expérimentation de la PSQ, notamment aux patrouilles de terrain et annonce la multiplication des caméras mobiles (notamment les caméras-torse portées à 10 000 d'ici 2019). Certains de ces équipements participent d'ailleurs pour partie à la traque des « charges indues » ou « chronophages » évoquée par le candidat Emmanuel Macron (supra), que Gérard Collomb relaye en citant les « procurations de votes » qui devraient être transférées à des agents administratifs et par Eric Morvan, le même jour, qui énumère « les extractions de détenus », « la garde des détenus hospitalisés » et les « gardes statiques ». Dans le même but, certaines sanctions, comme l’usage de stupéfiants, le vol à l’étalage, la vente à la sauvette et l’outrage sexiste, seront forfaitisées. De nombreuses pratiques pourront se faire désormais par internet. À terme (vers 2020), il y aurait une dématérialisation totale du processus pénal, ; des dispositions qui entrent dans le cadre d'un renfort des pouvoirs des agents et officiers de police judiciaire, y compris la possibilité d'éloigner certains délinquants de leur quartier, ce qui devrait faire l'objet d'un projet de loi courant 2018. 
Cependant, les écueils à la mise en œuvre de la PSQ sur la durée du quinquennat Macron ne sont pas encore tous levés, dans une période de restriction budgétaire, d'obsolescence des équipements et de délabrement des bâtiments, d'épuisement du personnel, et de pénurie des effectifs et du temps qu'il faut pour les former (à moins de redéployer massivement après avoir simplifié et/ou externalisé certaines missions policières),. Son financement suscite le scepticisme, — même si paradoxalement la PSQ est très attendue par des policiers néanmoins dubitatifs — , ainsi qu'au scepticisme impatient des élus. Son articulation notamment avec les brigades spécialisées de terrain (BST), les groupes de sécurité de proximité (GSP), voire les brigades anti-criminalité (BAC), ainsi qu'avec le concept de police territoriale (municipale) qui agissent déjà dans les quartiers, n'est pas encore clarifiée ; le ministre de l'Intérieur ayant lui-même envisagé une nouvelle répartition entre la police et la gendarmerie, par ailleurs.